# 4046 Swain
4046 Swain је астероид главног астероидног појаса чија средња удаљеност од Сунца износи 2,634 астрономских јединица (АЈ).
Апсолутна магнитуда астероида је 12,1.